# Andrew McKirahan
Andrew David McKirahan (né le 8 février 1990 à Georgetown, Texas, États-Unis) est un lanceur de relève gaucher des de la Ligue majeure de baseball.

## Carrière
Joueur des Longhorns de l'université du Texas à Austin, Andrew McKirahan est repêché par les Cubs de Chicago au 21e tour de sélection en 2011. Il évolue 4 saisons en ligues mineures dans l'organisation des Cubs. En 2012, il subit une opération Tommy John au coude.
Réclamé par les Marlins de Miami au repêchage de la règle 5 du 11 décembre 2014, McKirahan participe à l'entraînement de printemps qui suit mais est soumis au ballottage par les Marlins pour être réclamé par les Braves d'Atlanta le 1er avril 2015.
Andrew McKirahan fait ses débuts dans le baseball majeur avec les Braves d'Atlanta le 12 avril 2015 face aux Mets de New York. Sa première saison dans les majeures est entrecoupée par une suspension de 80 matchs reçue le 20 avril pour dopage. Il lance 27 manches et un tiers en 27 sorties pour Atlanta en 2015 et sa moyenne de points mérités, guère reluisante, s'élève à 5,93.
McKirahan rate toute la saison 2016 à la suite d'une seconde opération Tommy John.
Avec le lanceur droitier des ligues mineures Carlos Portuondo, McKirahan est le 12 février 2017 échangé aux Reds de Cincinnati en retour du joueur de deuxième but Brandon Phillips.